# Cesare Valle

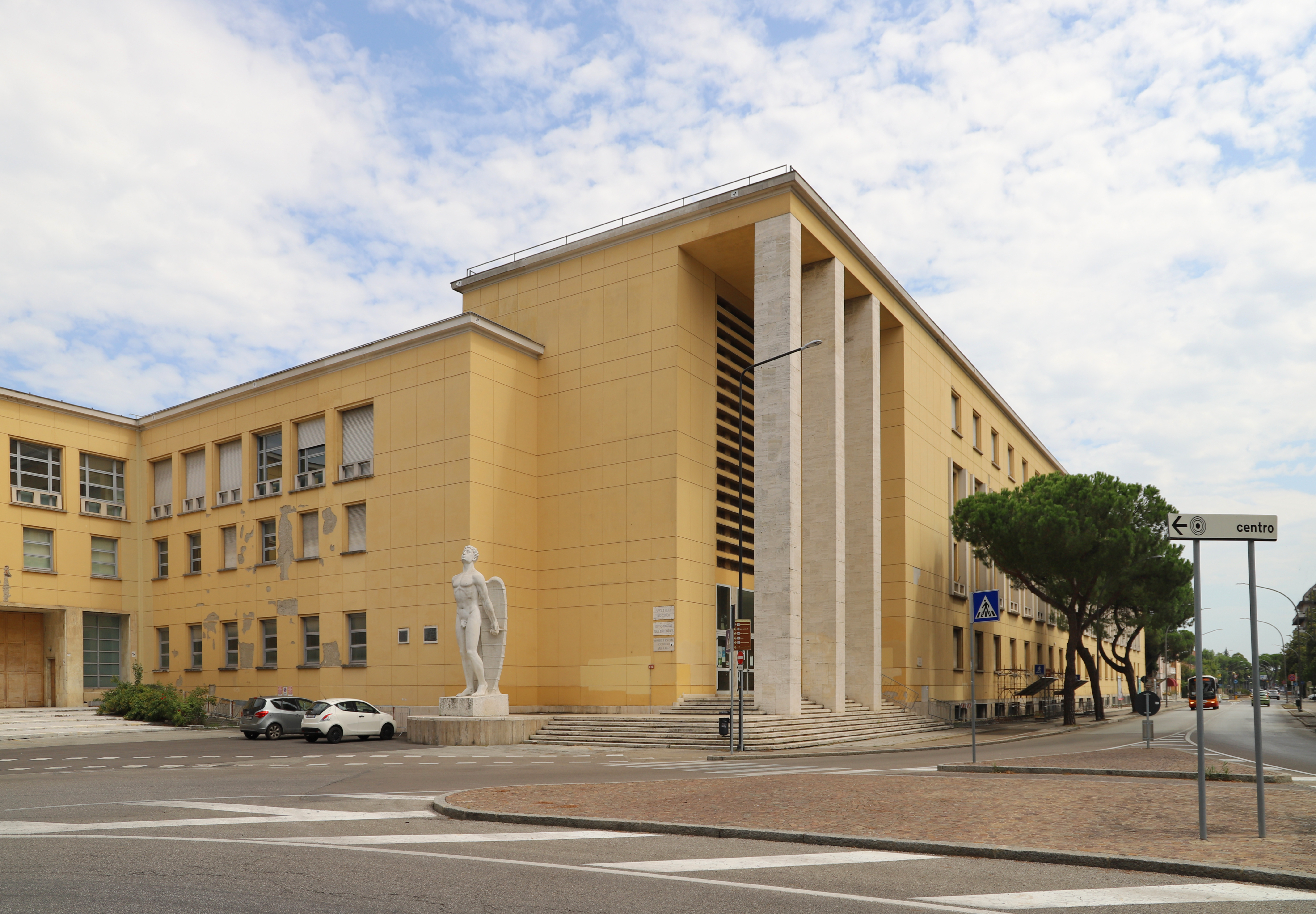
Palazzo dell'ex collegio aeronautico, Forlì

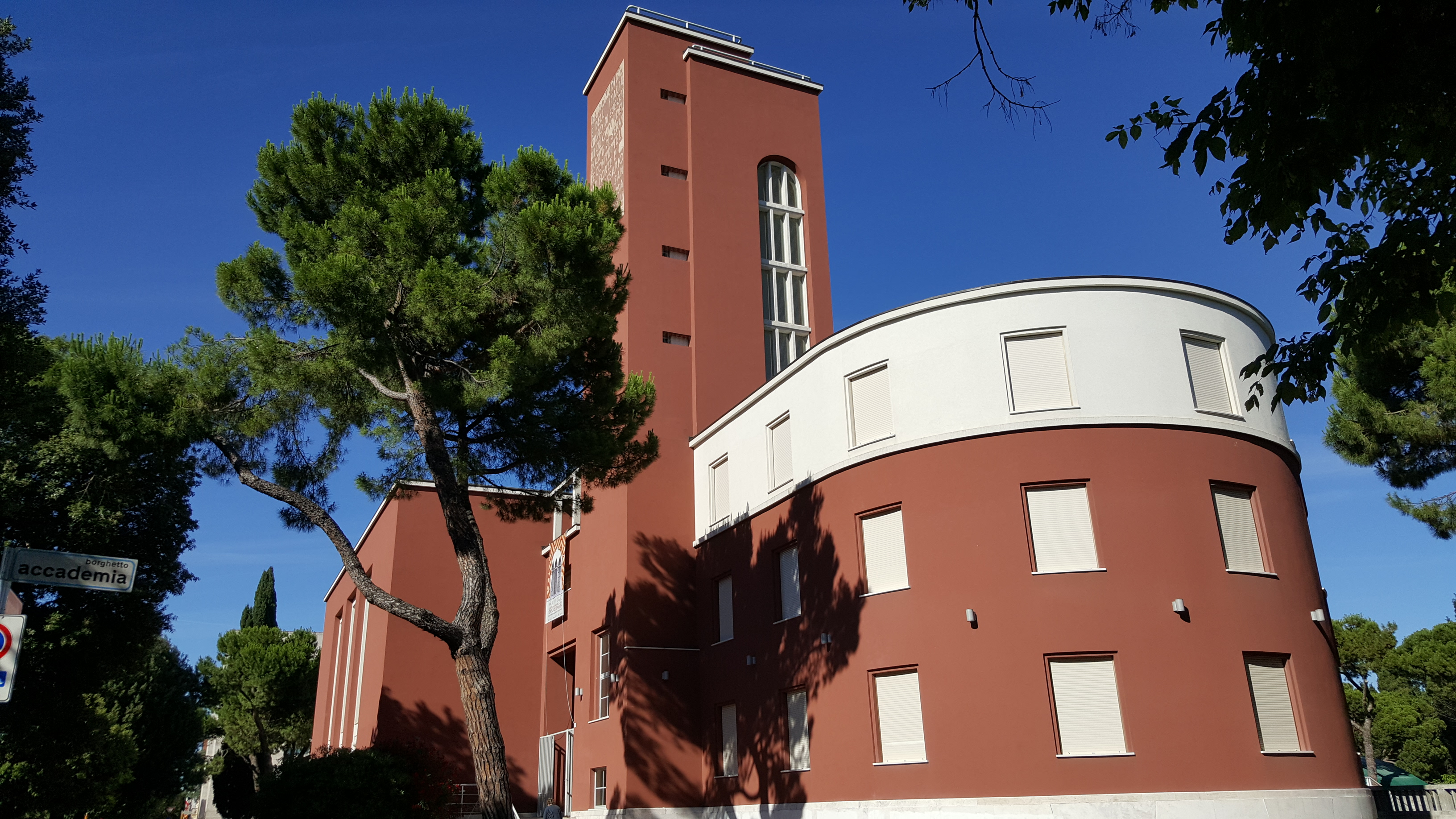
Ex Palazzo della G.I.L., Forlì

Casa per abitazioni in Roma, Lungotevere Marzio 9 (1932)

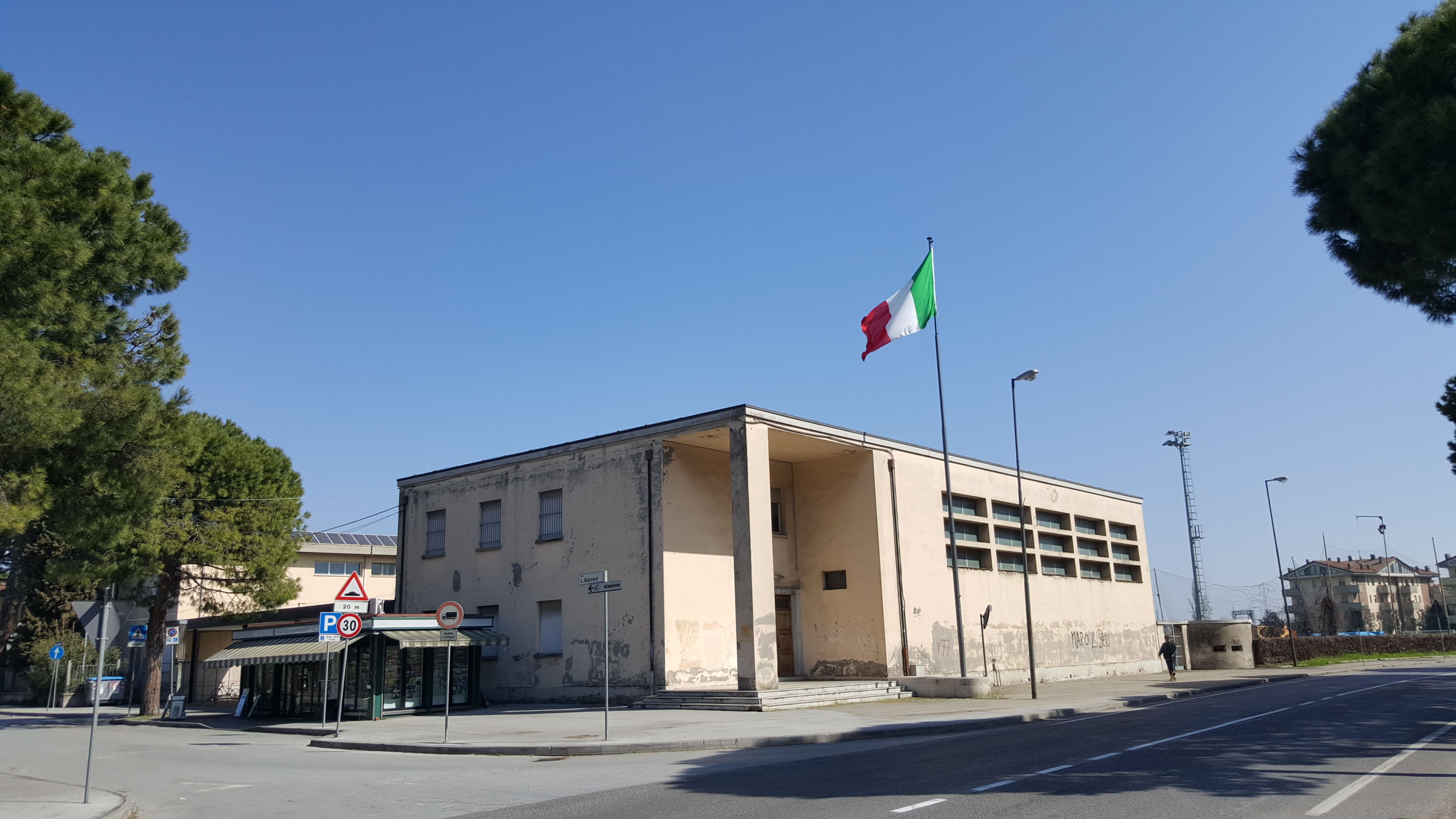
Ex Casa G.I.L. a Savignano sul Rubicone di Cesare Valle

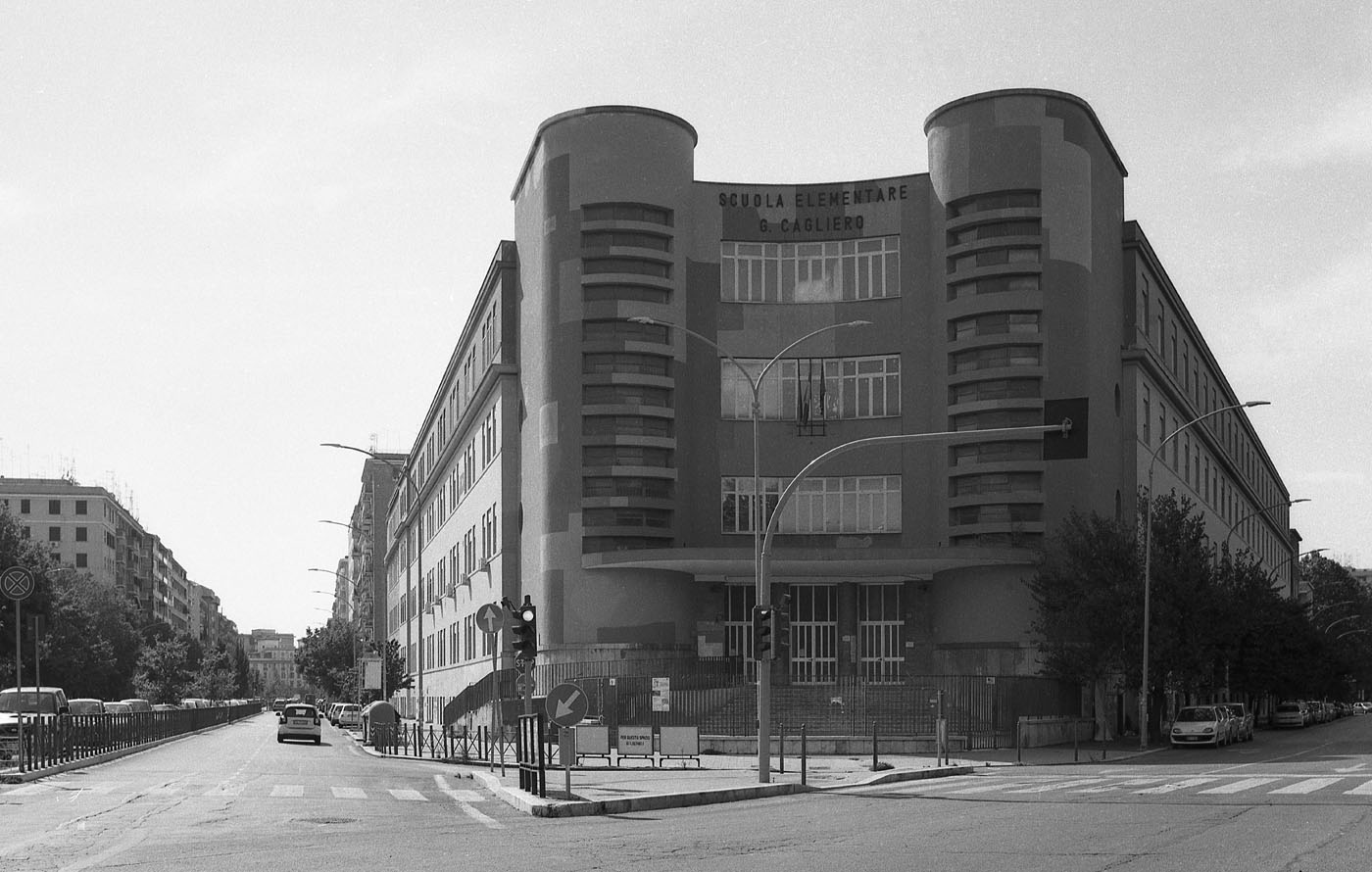
Scuola elementare Cagliero a Roma largo Volumnia (1932)

Cesare Valle (Roma, 7 giugno 1902 – Roma, 10 settembre 2000) è stato un ingegnere e urbanista italiano.

## Biografia
Di origine sarda (per la precisione di Sassari), nasce ultimogenito dei quattro figli di Tommaso Valle, funzionario al Ministero dell'Interno e Italia Milanti. È fratello minore di Giuseppe Valle. Laureatosi con lode in Ingegneria civile nel 1924 al Regio Istituto Superiore d'Ingegneria di Roma con una tesi riguardante l'architettura, inizia la carriera accademica da assistente di Gustavo Giovannoni. Libero docente dal 1938, dopo aver insegnato a Napoli e nel 1940 a Pisa, è professore di Urbanistica alla Facoltà di Ingegneria della Sapienza - Università di Roma dal 1941 al 1972. 
Fino al 1942 esercita la libera professione, collabora alla stesura di piani urbanistici per la Capitale e per altre città, progetta numerosi edifici pubblici e privati: da ricordare almeno, a Forlì, cioè nella "città del Duce", la Casa del Balilla "Arnaldo Mussolini", in seguito casa della Gioventù Littoria, costruita tra il 1933 e il 1935, e il Palazzo dell'ex collegio aeronautico. 
Nel 1937 e 1938 lavora insieme all'architetto Ignazio Guidi alla progettazione della città mineraria di Carbonia (inaugurata il 18 dicembre 1938), ubicata nel sud-ovest della Sardegna, sviluppando un moderno piano urbanistico che prevedeva una popolazione di 20 000 abitanti. Nel 1938 appronta, sempre insieme ad Ignazio Guidi, il Piano regolatore di Addis Abeba del 1938.
Partecipa alla redazione della legge quadro del 17 agosto 1942 n. 1150 sull'urbanistica. Dal 1942 Valle è ispettore generale presso il Ministero dei lavori Pubblici occupandosi soprattutto di urbanistica, in particolare dell'attuazione del piano regolatore di Roma del 1931 e degli studi del nuovo piano regolatore che sarà poi adottato nel 1962. La sua influenza nelle vicende urbanistiche della Capitale dal Dopoguerra fino agli inizi degli anni sessanta è determinante; basti dire che si dovrà a Cesare Valle se un discutibile piano regolatore adottato nel 1959 dalla giunta guidata da Urbano Cioccetti sarà respinto dal Ministero.
Membro e poi presidente di sezione del Consiglio superiore dei Lavori pubblici, è presidente dell'assemblea plenaria dello stesso dal 1965 al 1967. I suoi figli Tommaso, architetto, e Gilberto, ingegnere, sono titolari di uno studio di progettazione a Roma, che ha realizzato numerosi e importanti progetti nella capitale, in Italia e all'estero. Cesare Valle aveva anche un altro figlio, Raniero Valle.

## Opere
(Progetti principali)
- 1925 – Tubercolosario dell'Ospedale Santo Spirito, Roma
- 1926 – Sistemazione Ipogeo degli Scipioni, Roma
- 1927 – Prg di Padova, con il Gur
- 1928 – Concorso nazionale per il Prg di Brescia, con il Gur (II premio)
- 1928 – Concorso nazionale per il Prg di Foggia, con il Gur (I premio)
- 1929 – Concorso nazionale per il Prg di Arezzo, con il Gur (I premio)
- 1929 – Programma urbanistico per la città di Roma, con il Gur
- 1929 – Concorso nazionale per il Prg di Cagliari, col Gur (I premio)
- 1930/1939 – Casa per abitazione, via Poma, Roma (Cooperativa Ala)
- 1931 – Edifici scolastici e studi di sistemazione urbanistiche ed architettoniche di Prg per il Governatorato di Roma
- 1932/1935 – Casa stadio per l'Opera nazionale Balilla, Forlì (FC)
- 1933 – Prg di Sarno (Salerno)
- 1933 – Stadio di Roma detto "dei 120.000", Roma, con P.L. Nervi
- 1933 – Casa Balilla, Forlimpopoli (FC)
- 1933/1935 – Casa Viola, Roma
- 1934 – Scuola media al C. Trieste (attuale Liceo Classico "Giulio Cesare"), Roma
- 1934 – Sede Inps Forlì (FC)
- 1934/1935 – Ingresso monumentale al nuovo cimitero di Cagliari
- 1935 – Prg di Avellino
- 1935 – Concorso nazionale per l'Auditorium, Roma, con P. L. Nervi e I. Guidi (ex aequo)
- 1935/1937 – Padiglione italiano all'Esposizione universale di Parigi, con G. Pagano, M. Piacentini, E. Rossi
- 1935/1939 – Ospedale coloniale italiano “Giuseppe Garibaldi”, Tunisi (Tunisia)
- 1936 – Sede Onmi al Lungotevere Ripa, Roma
- 1936 – Concorso nazionale per Ospedale civile, Avellino, con F. Fariello (I premio)
- 1936 – Prg di Addis Abeba (Etiopia), con I. Guidi
- 1936/1937 – Casa Balilla, Predappio (FC)
- 1937 – Padiglione del Governatorato di Roma
- 1937 – Prg di Carbonia (CI), con I. Guidi
- 1938 – Concorso nazionale per il ponte sul Tevere alla Magliana, Roma, con I. Guidi e C. Cestelli Guidi (I premio)
- 1938/1942 – Ospedale marino di Cagliari
- 1939 – Concorso nazionale per la Sede dell'Inps, Roma, con M. Loreti (I premio)
- 1941 – Concorso nazionale per la facoltà d'Ingegneria mineraria della R. Università di Cagliari (I premio)

## Archivio
Il fondo Cesare Valle comprende documentazione dal 1903 al 1997 costituita in prevalenza da elaborati grafici su vari supporti, da materiale fotografico e da documentazione diversa relativa ai vari aspetti del percorso professionale dell'architetto.